# Katamaran

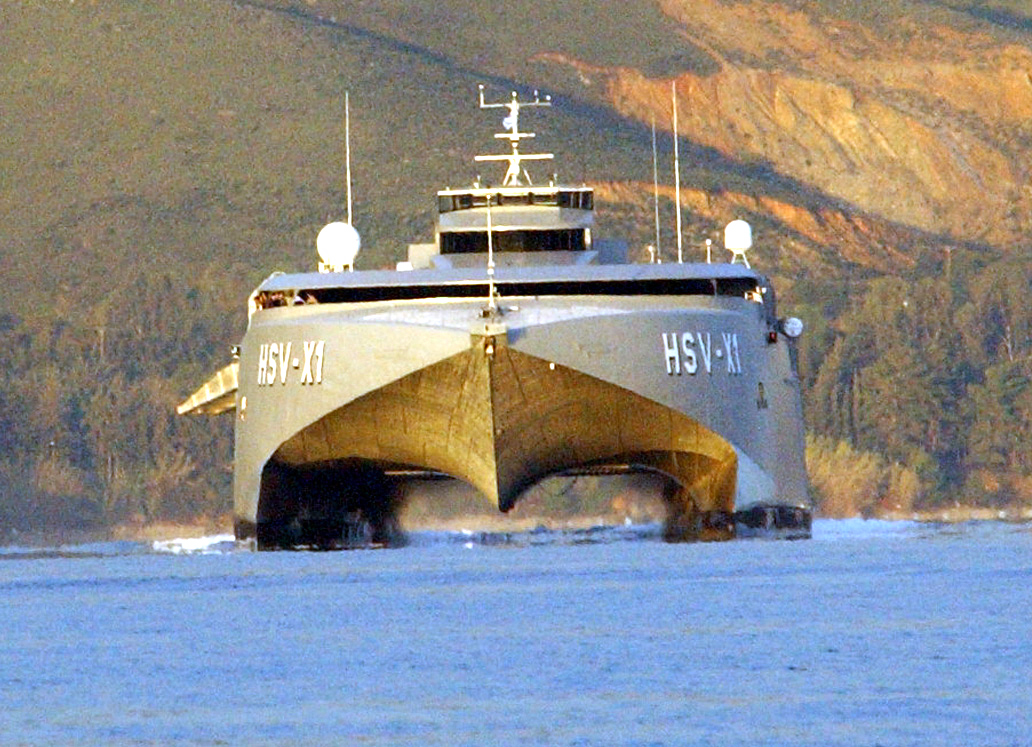
Duży, eksperymentalny katamaran zbudowany dla potrzeb wojska

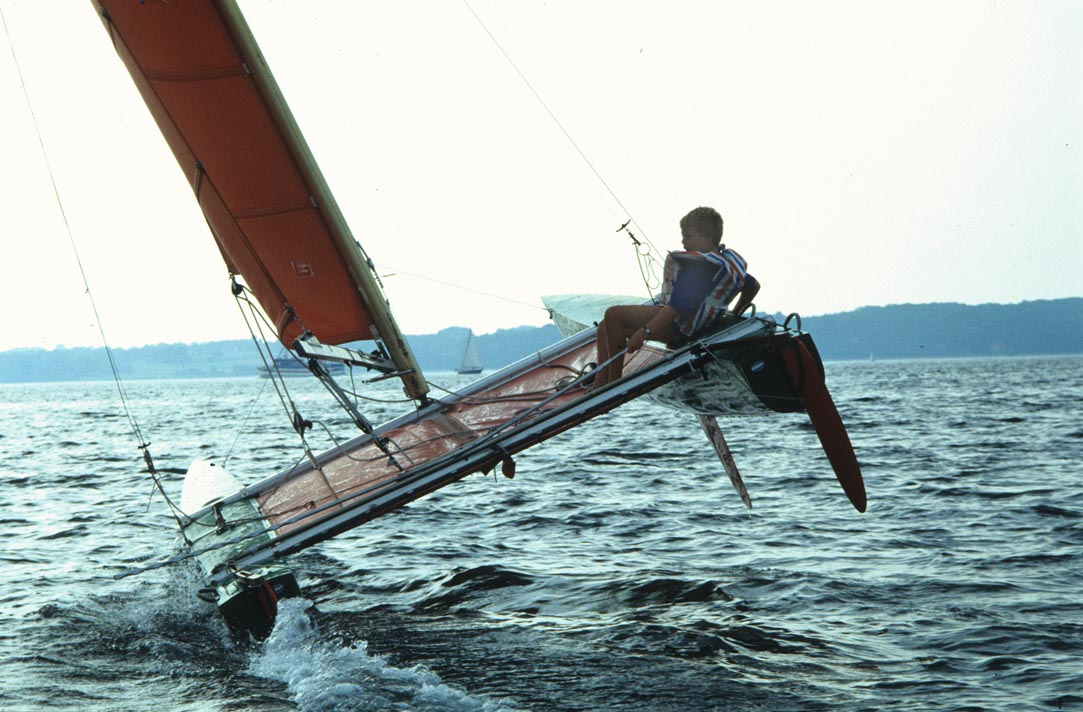
Katamaran klasy Tornado

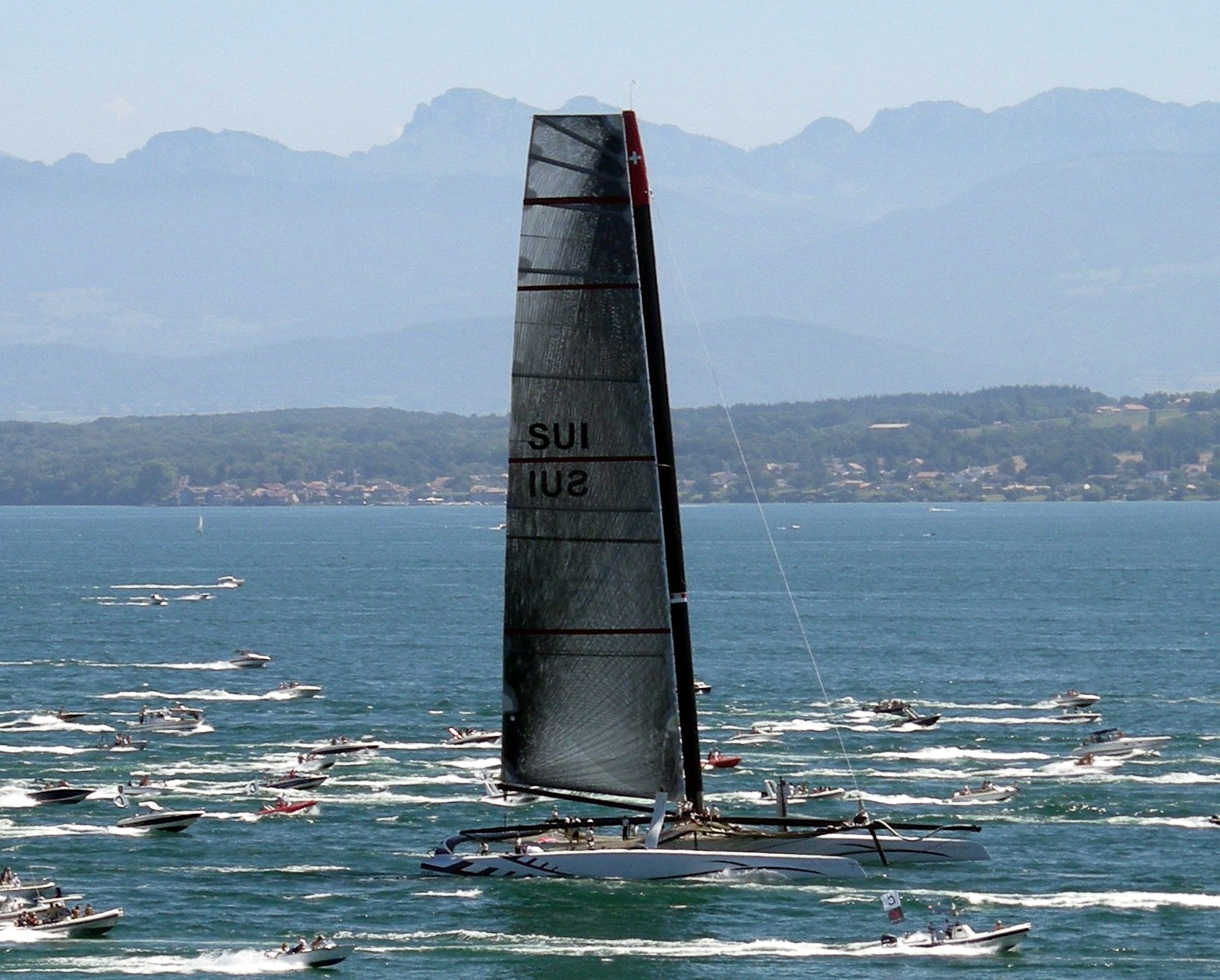
Jeden z największych katamaranów regatowych świata

Katamaran – statek wodny mający dwa połączone sztywno kadłuby umieszczone równolegle względem siebie. Katamarany budowane są w różnych rozmiarach, od dużych jednostek oceanicznych po małe, nieprzekraczające 5 m długości jachty. Mogą być zarówno jednostkami silnikowymi, jak i napędzanymi żaglami lub wiosłami. Katamarany mogą należeć do grupy jachtów mieczowych, balastowych, jak i balastowo-mieczowych.

## Historia
Pierwszymi jednostkami dwukadłubowymi posługiwali się tubylcy zasiedlający wyspy Oceanu Spokojnego i Indyjskiego. Były to szybkie jachty z jednym kadłubem głównym i bocznym pływakiem wyposażone w ożaglowanie typu kleszcze kraba (tzw. proa). Jako pierwszy opisu tych łodzi dokonał Antonio Pigafetta – kronikarz Magellana. Hiszpańscy odkrywcy byli pod dużym wrażeniem szybkości oraz zwrotności proa. Dodatkowy pływak zapewniał dużą wyporność i stanowił podporę, gdy był zawietrzny oraz swoim ciężarem działał jako przeciwwaga, gdy był po stronie nawietrznej. Przyjmuje się, że późniejsze konstrukcje katamaranów powstały na skutek powiększenia bocznego pływaka oraz zespolenia go na stałe z kadłubem głównym. W Europie pierwszy dwukadłubowiec powstał w 1661 r. w Dublinie skonstruowany przez Williama Petty’ego. Kadłuby stanowiły dwa cylindry o długości 4,5 m. Jacht wyposażony był w dwa maszty i ożaglowanie o powierzchni 55 m². Za pierwszy katamaran skonstruowany w Stanach Zjednoczonych przyjmuje się Double Trouble zaprojektowany w 1820 r. przez Johna Stevensa. Pierwsze jachty dwukadłubowe często obarczone były błędami konstrukcyjnymi, jak np. zbyt ciężkie pływaki, przez co wiele jednostek ulegało zniszczeniom wskutek żeglugi na wzburzonym morzu. Istotnym problemem była również tendencja katamaranów do wywrotek przez dziób.
Przełom nastąpił pod koniec XIX wieku wraz z powstaniem jachtu Dominion zbudowanego przez Kanadyjczyka G. Herrika Duggana. Była to 11-metrowa jednostka, która wykazywała się dużą dzielnością morską i znaczną szybkością. Wygrała wyścig o Puchar Seawanhaka, co wywołało wzmożone zainteresowanie wśród konstruktorów. Zaczęto modyfikować dotychczasowe konstrukcje, polepszając parametry dwukadłubowców. W 1937 r. Eric de Bisschop przepłynął z Hawajów do Cannes we Francji drogą na zachód na 12-metrowym katamaranie Kaimiloa. Do sławnych katamaranów można zaliczyć również jacht kabinowy Manu Kai zaprojektowany w 1947 r. przez Woody’ego Browna i Alfreda Kumalae. Pierwszą jednostką dwukadłubową, która opłynęła świat dookoła był Rehu Moana. David Lewis z rodziną przebyli nim 41 tys. mil morskich w 3 lata. W 1976 r. powstała dwukadłubowa klasa olimpijska Tornado zaprojektowana przez Rodneya Marcka. Do ciekawych katamaranów można zaliczyć jacht żeglujący po wodach Archipelagu Bahama, 50-metrowy Tropic Rover mieszczący 80 osób na pokładzie.

## Zalety i wady
Zaletą katamaranu jest duża stateczność poprzeczna. Podczas żeglugi jeden z kadłubów uniesiony jest nad powierzchnię wody, co zmniejsza opór hydrodynamiczny i umożliwia osiąganie znacznie większych prędkości (nawet 30-35 węzłów) niż w przypadku porównywalnych wielkością jednostek jednokadłubowych. Brak kilu redukuje zanurzenie, przez co możliwa jest żegluga na płytkich wodach. Dwukadłubowce charakteryzują się większą odpornością na wywracanie przez burtę. Niemal niemożliwością jest jednak przywrócenie jachtu do pozycji pionowej, gdy dojdzie do wywrotki (dotyczy tylko jednostek znacząco większych niż 6 metrów, mniejsze przeszkolona załoga stawia bez kłopotu). Kolejną wadą jest większa podatność na wywracanie przez dziób (dotyczy małych regatowych jednostek). Problem niekiedy stanowi również szerokość katamaranu, przez którą niemożliwe czasem staje się cumowanie w zatłoczonych portach. Z tego również powodu cena postojowa jest znacznie wyższa niż dla standardowych jachtów jednokadłubowych.
Często katamarany, jak i trimarany występują pod nazwą pontonboot. Są płaskodennymi łodziami z wielokomorowymi pływakami i uchodzą za stabilne oraz bezpieczne.

## Katamarany o napędzie mechanicznym

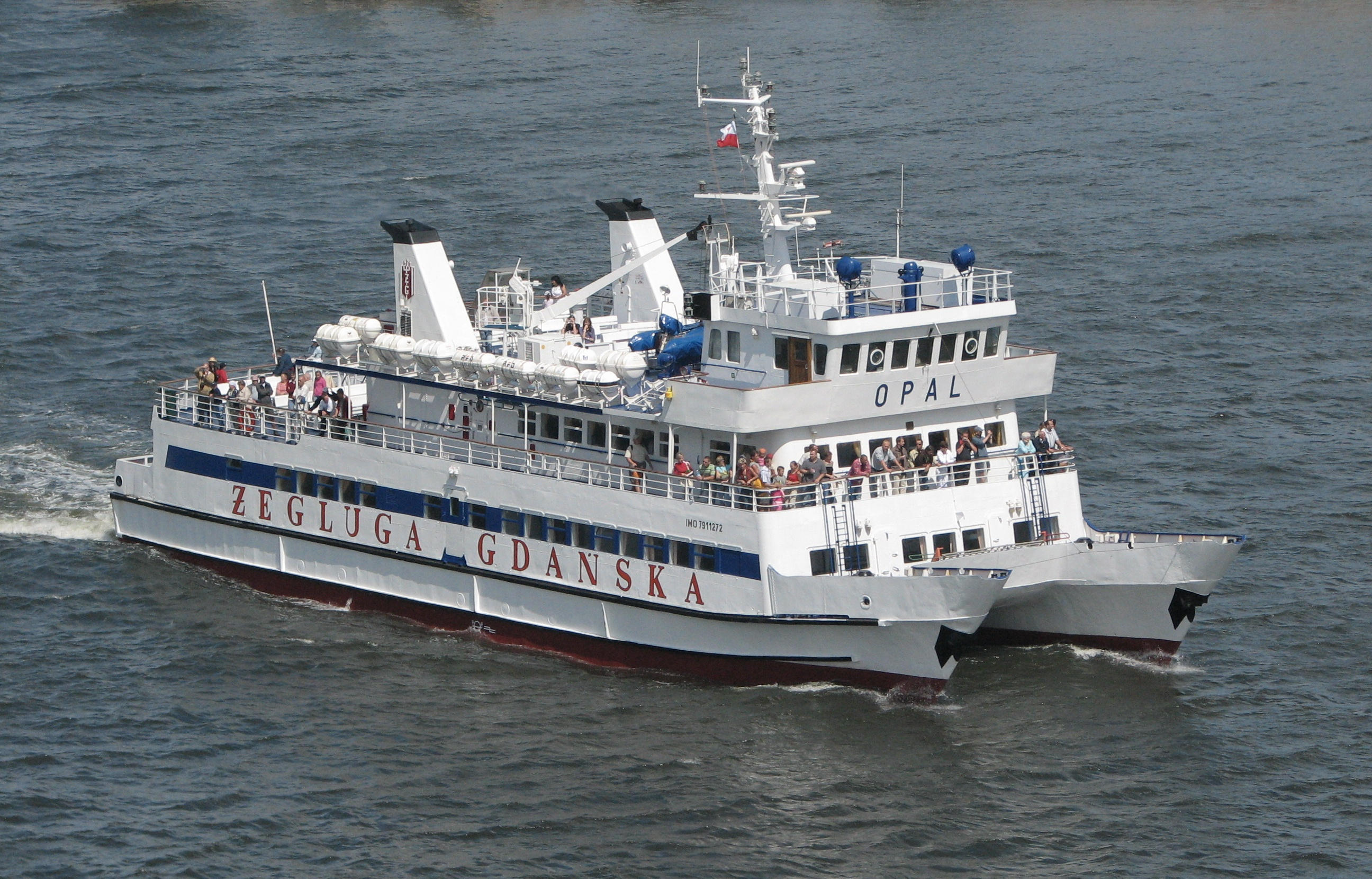
Katamaran Żeglugi Gdańskiej – Opal

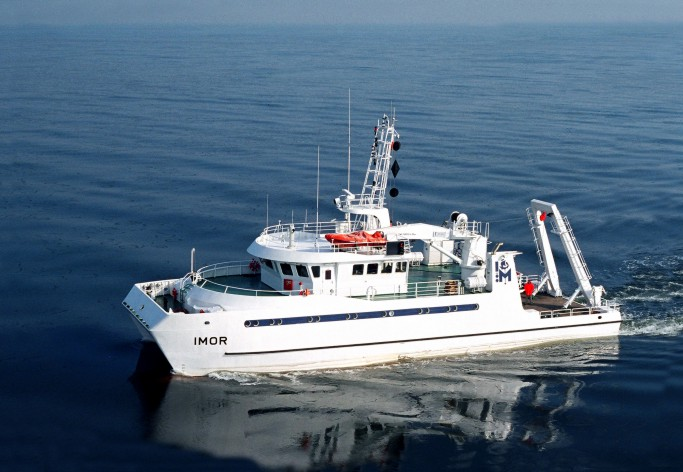
statek badawczy, katamaran RV IMOR Instytutu Morskiego

Współczesne katamarany znajdują zastosowanie jako statki pasażerskie, handlowe, badawcze i okręty. W Polsce katamarany pasażerskie typu KP-2 eksploatuje Żegluga Gdańska (Agat, Onyx, Opal, Rubin) oraz Kołobrzeska Żegluga Pasażerska (Jantar). Instytut Morski eksploatuje statek badawczy RV IMOR.